# Acarichthys heckelii
Acarichthys · Acara de Heckel
Genre
Espèce
Statut de conservation UICN

 LC  : Préoccupation mineure
Acarichthys heckelii, l’Acara de Heckel, unique représentant du genre Acarichthys, est une espèce sud-américaine de poissons d'eau douce de la famille des Cichlidae.

## Description
Acarichthys heckelii est un cichlidé assez haut de corps, au fond de coloration argenté à brun avec une petite tache sombre (noir) caractéristique au milieu de chacun des flancs. Suivant les localités de péchés et provenances géographiques, des variations dans les caractéristiques méristiques et de coloration sont visibles. Parfois infimes. Une grande tache mal définie de couleur orangée est présente entre la tache sombre (noir) des flancs et l'opercule, plutôt répartie sur les deux tiers supérieurs du corps. Une barre noire caractéristique traverse l’œil avec une tache rouge sur le tiers avant supérieur. La nageoire anale est orangée vermiculé claire (blanchâtre a bleuté), les nageoires pelviennes également orangées avec le premier rayon dure plus claire (blanchâtre a bleuté). La nageoire dorsale est assez claire à translucide avec les premiers rayons durs sombres (noir), des taches et vermiculures bleutées entre les rayons, la partie molle plutôt tachetée que vermiculée (avec quelques reflets rougeâtres) et les terminaisons en filament des quelques derniers rayons mous rougeâtre. La nageoire caudale est claire/translucide avec des taches claires blanchâtres à bleuter entre les rayons.
Acarichthys heckelii peut mesurer jusqu'à 19,5 cm, queue non comprise. Parfois un peu plus en aquarium pour les plus vieux spécimens. Les femelles ont tendance à rester légèrement plus petites.

## Répartition

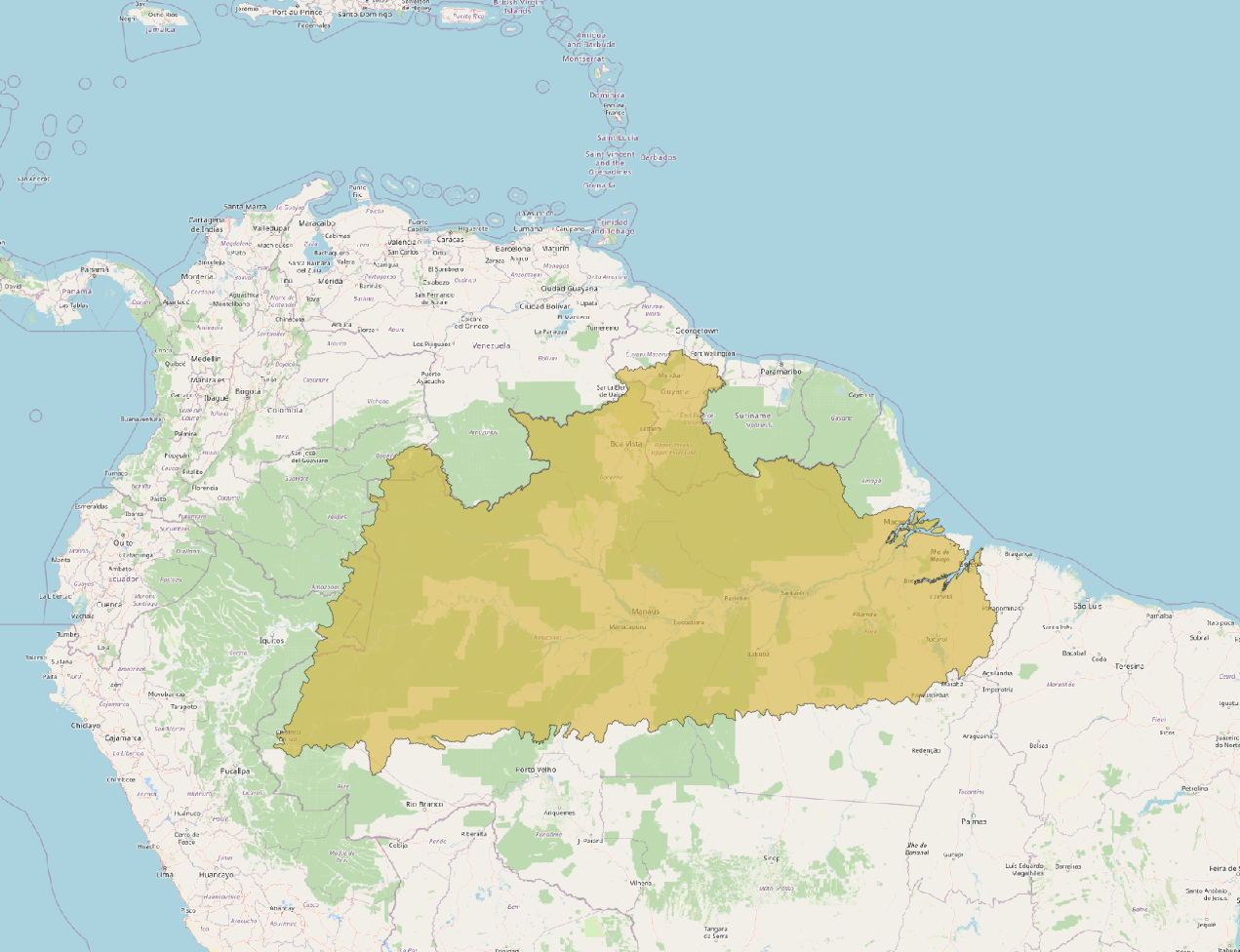
Aire de répartition d’Acarichthys heckelii d'après l'UICN (2025).

A. heckelii est un cichlidae endémique de l'Amérique Latine et possède une assez vaste aire de répartition. En effet cette espèce est largement répartie dans les bassins de l'Amazone et de l'Essequibo, y compris les parties inférieures des rivières Putumayo, Trombetas, Negro et Xingu, dans les cours inférieurs du Tocantins et du Capim ainsi que dans le fleuve Branco (bassin de l'Amazone) au Brésil et au Guyana selon UICN (25 mars 2025). L'espèce est nativement présente dans les pays suivants : Brésil, Colombie, Guyana et Pérou et a été introduite à Singapour.

## Systématique
Le genre Acarichthys est monotypique et a été redécrit en 1986 par Kullander qui indique que le statut d’Acarichthys et de son espèce A. heckelii est sujet à confusion dans la littérature scientifique. A. heckelii a été brièvement décrit par Müller et Troschel en 1849 à partir de spécimens du Guyana, mais aucun type n'est conservé au Musée de Berlin. Les caractéristiques décrites permettent néanmoins de distinguer A. heckelii des autres cichlidés du Guyana, à l'exception d'une espèce identifiée par Eigenmann et également présente au Pérou. L'auteur souligne que bien que la base nomenclaturale d’A. heckelii soit faible, il n'y a pas de besoin évident d'un néotype, car les caractéristiques décrites permettent une identification claire de l'espèce.
Le nom valide complet (avec auteur) de ce taxon est Acarichthys heckelii (Müller & Troschel, 1849).
Ce taxon porte en français le nom vernaculaire ou normalisé suivant : Acara de Heckel.
Cette espèce est communément appelé « Acará » en portugais au Brésil.
Acarichthys heckelii a pour synonymes :
- Acara heckelii Müller & Troschel, 1849
- Acara subocularis Cope, 1878
- Acarichthys heckeli (Müller & Troschel, 1849)
- Acarichthys heckelli (Müller & Troschel, 1849)
- Geophagus thayeri Steindachner, 1875

## Étymologie
Acarichthys heckelii nom donné en l'honneur de l'ichtyologiste autrichien Johann Jakob Heckel (1790-1857), qui a proposé le genre original, Acara (=Astronotus) en 1840, et qui fut le premier à étudier sérieusement les cichlidés et à réviser la famille.
Fishbase indique une étymologie un peu différente : le nom de Acarichthys combine le terme « acara » qui est le nom d'un poisson dans la langue tupí guaraní (langue indigène d'Amérique du Sud), avec le mot en grec ancien ἰχθύς (ikhthús), « poisson ». Le nom spécifique « heckelii » rend hommage à Johann Jakob Heckel.

## Publication originale
- (de) J. Müller et F. H. Troschel, (1849). Fische. In: Reisen in Britisch-Guiana in den Jahren 1840-44. Im Auftrag Sr. Mäjestat des Königs von Preussen ausgeführt von Richard Schomburgk. [Versuch einer Fauna und Flora von Britisch-Guiana.] v. 3. Berlin. pp. 618-644 [(de) Lire en ligne sur BHL (page consultée le 24 mars 2025)].

La traduction complète du titre en français est : « Voyages en Guyane britannique au cours des années 1840-1844. Sur ordre de Sa Majesté le roi de Prusse réalisés par Richard Schomburgk. Avec une faune et une flore de la Guyane selon les travaux de Johannes Müller, Ehrenberg, Erichson, Klotzsch, Troschel, Cabanis et d'autres. Avec des illustrations et une carte de la Guyane britannique réalisées par Sir Robert Schomburgk ».

## Aquariophilie

### Maintenance en aquarium
Acarichthys heckelii nécessite un aquarium spacieux d'au moins 800 litres pour un couple, avec une longueur minimale de 1,80 mètre. L'aquarium doit être décoré avec des pierres et du bois flotté pour créer des abris et des caches. Le sol doit être composé de sable pour permettre aux poissons de fouiller. Pour la décoration et le bien être, il faut utiliser des plantes robustes qui ne seront pas dérangées par les activités de fouissage des poissons. L'ajout de plantes flottantes peut aider à tamiser la lumière. Il est important de changer régulièrement une partie de l'eau pour maintenir une bonne qualité de l'eau. Les paramètres de l'eau doivent être maintenus entre 24-30°C pour la température, un pH de 5.5-7.5, et une dureté de 5-15 TH,,.

### Alimentation
Acarichthys heckelii est omnivore et accepte une grande variété d'aliments, y compris les aliments vivants et congelés comme les crevettes, les moules et le krill. Ils apprécient également les vers de terre gras. Les aliments secs sont moins acceptés. Une alimentation variée, incluant des végétaux, est essentielle pour maintenir leur santé et leur coloration. Il est recommandé de varier les types de nourriture pour éviter les carences,,.

### Dimorphisme
Cette espèce est assez difficilement différenciable à l'âge adulte. Le dimorphisme sexuel chez Acarichthys heckelii est en effet subtil. Les mâles tendent à être plus grands et à avoir des couleurs plus vives, notamment des reflets bleus et verts iridescents. Les femelles sont généralement plus petites et ont des couleurs moins intenses. Les mâles peuvent également présenter des filaments plus longs sur leurs nageoires,.

### Reproduction
La reproduction d'Acarichthys heckelii est relativement facile en aquarium. Contrairement à d'autres cichlidés, ce n'est pas une espèce incubatrice buccale, mais elle pond ses œufs dans une chambre de reproduction creusée dans le substrat. Il est essentiel de fournir une grotte ou un abri (tube de PVC par exemple) avec une entrée suffisamment grande pour qu'un poisson puisse la bloquer. Après la ponte, la femelle reste dans la grotte jusqu'à l'éclosion des œufs, tandis que le mâle monte la garde à l'entrée. Les alevins peuvent être nourris avec des nauplius d'artémia dès l'éclosion. La reproduction a lieu idéalement à une température de 27°C et un pH de 6. Une femelle peut pondre entre 100 et 200 œufs,,.

### Galerie

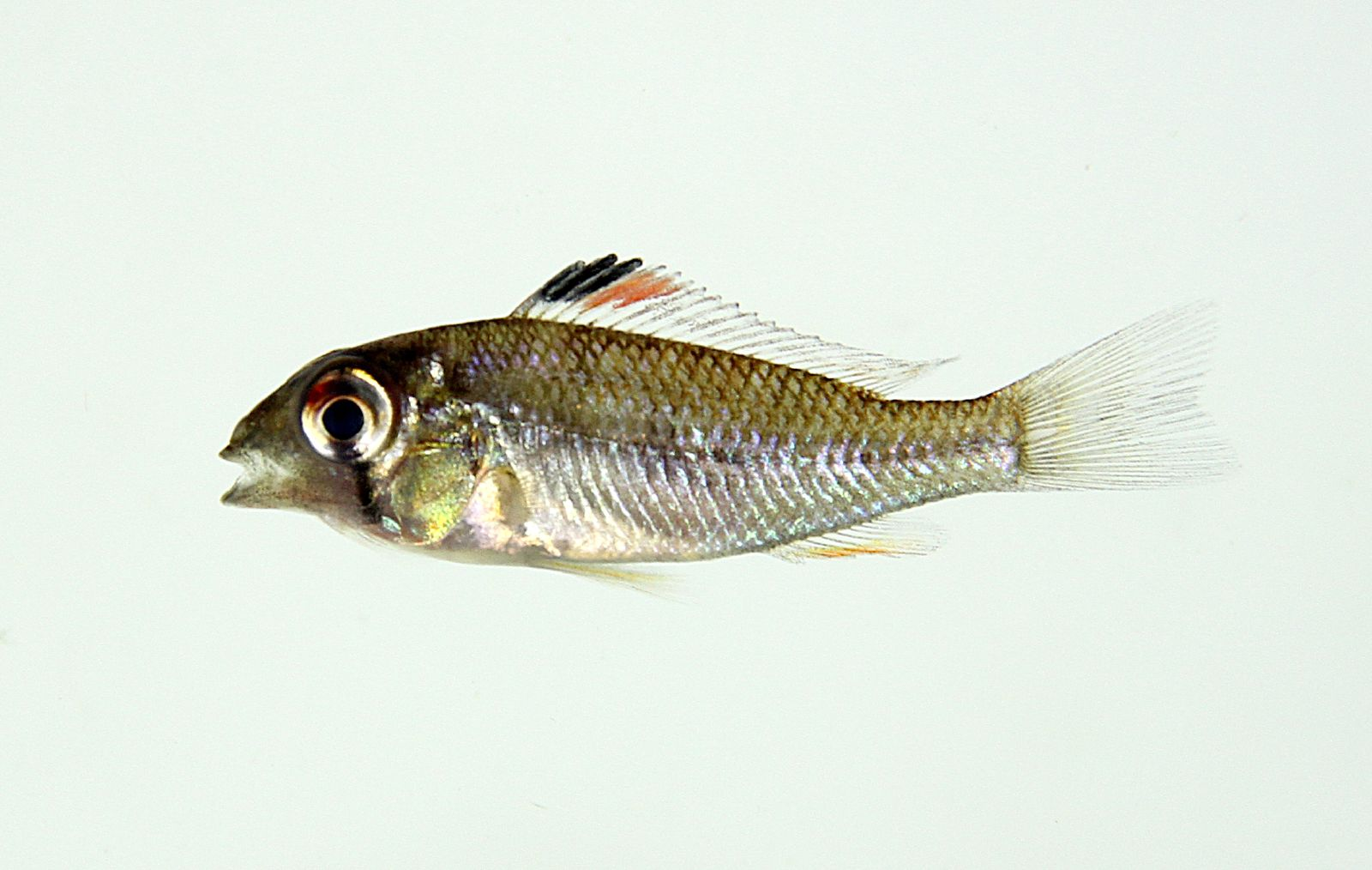
Différent stade de croissance
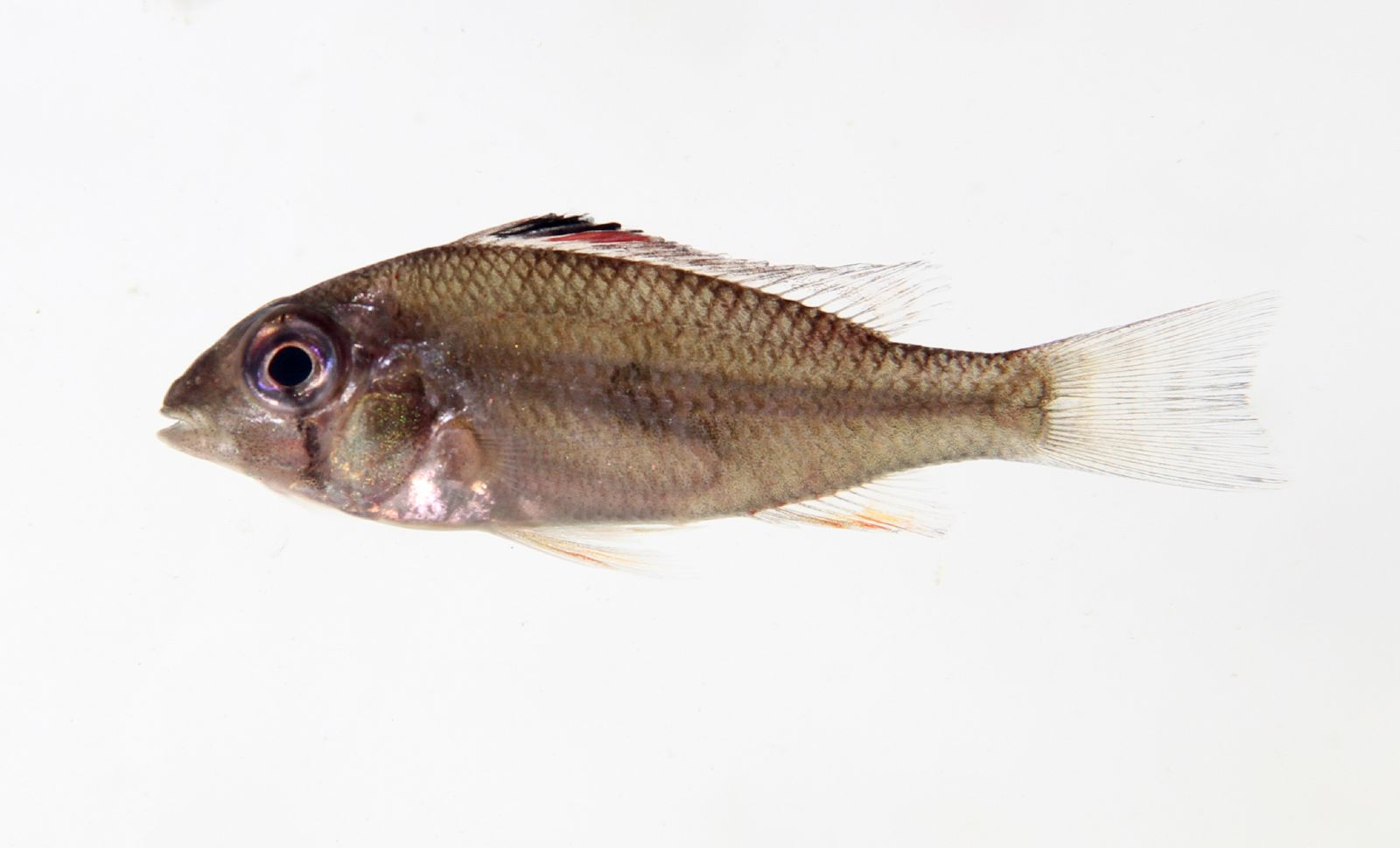
Différent stade de croissance
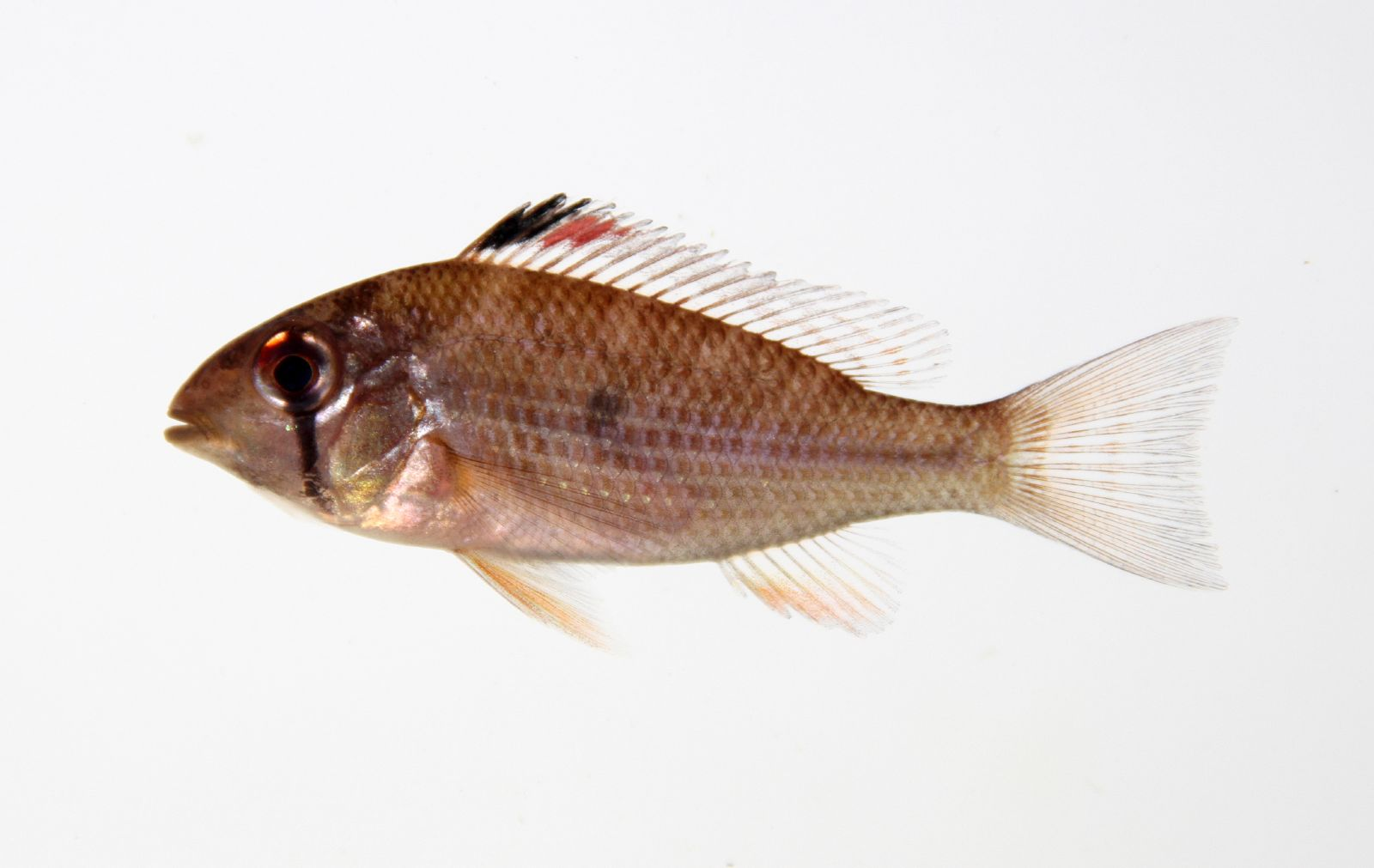
Différent stade de croissance

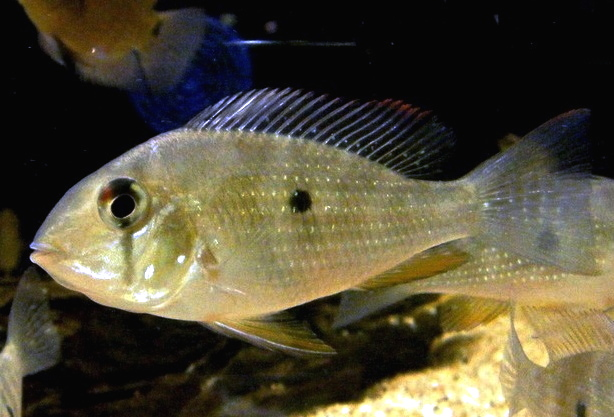
Sub-adulte
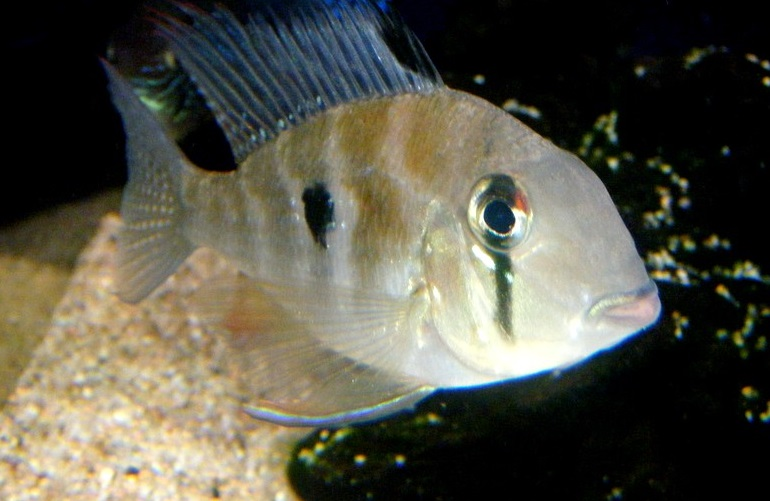
Sub-adulte
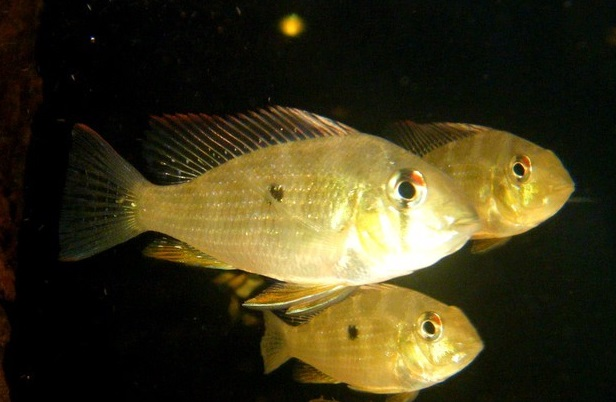
Sub-adultes